# Угуй
Угуй (рос. Угуй) — село у Усть-Тарцькому районі Новосибірської області Російської Федерації.
Входить до складу муніципального утворення Угуйська сільрада. Населення становить 319 осіб (2010).

## Історія
Згідно із законом від 2 червня 2004 року органом місцевого самоврядування є Угуйська сільрада.

## Населення
| 2002 | 2007 | 2010 |
| ---- | ---- | ---- |
| 317  | ↘263 | ↗319 |